# Craig Bianchi
Craig Bianchi (Città del Capo, 25 marzo 1978) è un ex calciatore sudafricano, di ruolo difensore.

## Carriera

### Nazionale
Con la nazionale sudafricana ha preso parte alla CONCACAF Gold Cup 2005.

## Statistiche

### Cronologia presenze e reti in nazionale
| Cronologia completa delle presenze e delle reti in nazionale ― Sudafrica | Cronologia completa delle presenze e delle reti in nazionale ― Sudafrica | Cronologia completa delle presenze e delle reti in nazionale ― Sudafrica | Cronologia completa delle presenze e delle reti in nazionale ― Sudafrica | Cronologia completa delle presenze e delle reti in nazionale ― Sudafrica | Cronologia completa delle presenze e delle reti in nazionale ― Sudafrica | Cronologia completa delle presenze e delle reti in nazionale ― Sudafrica | Cronologia completa delle presenze e delle reti in nazionale ― Sudafrica |
| Data                                                                     | Città                                                                    | In casa                                                                  | Risultato                                                                | Ospiti                                                                   | Competizione                                                             | Reti                                                                     | Note                                                                     |
| ------------------------------------------------------------------------ | ------------------------------------------------------------------------ | ------------------------------------------------------------------------ | ------------------------------------------------------------------------ | ------------------------------------------------------------------------ | ------------------------------------------------------------------------ | ------------------------------------------------------------------------ | ------------------------------------------------------------------------ |
| 29-4-2001                                                                | Maputo                                                                   | Mozambico                                                                | 0 – 3                                                                    | Sudafrica                                                                | Coppa COSAFA 2001 - 1º turno                                             | -                                                                        | 66’                                                                      |
| 3-6-2001                                                                 | Monrovia                                                                 | Liberia                                                                  | 1 – 1                                                                    | Sudafrica                                                                | Qual. Coppa d'Africa 2002                                                | -                                                                        | 82’                                                                      |
| 21-7-2001                                                                | Blantyre                                                                 | Malawi                                                                   | 1 – 0                                                                    | Sudafrica                                                                | Coppa COSAFA 2001 - Quarti di finale                                     | -                                                                        |                                                                          |
| 8-7-2005                                                                 | Carson                                                                   | Sudafrica                                                                | 2 – 1                                                                    | Messico                                                                  | Gold Cup 2005 - 1º turno                                                 | -                                                                        | 90’                                                                      |
| 10-7-2005                                                                | Los Angeles                                                              | Giamaica                                                                 | 3 – 3                                                                    | Sudafrica                                                                | Gold Cup 2005 - 1º turno                                                 | -                                                                        | 56’                                                                      |
| 13-7-2005                                                                | Houston                                                                  | Guatemala                                                                | 1 – 1                                                                    | Sudafrica                                                                | Gold Cup 2005 - 1º turno                                                 | -                                                                        |                                                                          |
| 13-8-2005                                                                | Mafikeng                                                                 | Sudafrica                                                                | 2 – 2 (8 – 9 dtr)                                                        | Zambia                                                                   | Coppa COSAFA 2005 - Semifinale                                           | -                                                                        | 46’                                                                      |
| Totale                                                                   |                                                                          | Presenze                                                                 | 7                                                                        |                                                                          | Reti                                                                     | 0                                                                        |                                                                          |